# 弗拉日 (索恩-卢瓦尔省)
弗拉日（法語：Flagy，法語發音：[flaʒi] ⓘ）是法国索恩-卢瓦尔省的一个市镇，属于马孔区。

## 地理
弗拉日（46°29'58"N, 4°38'21"E）面积8.38 平方千米，位于法国勃艮第-弗朗什-孔泰大區索恩-卢瓦尔省，该省份为法国中部省份，北起顺时针与科多尔省、汝拉省、安省、罗讷省、卢瓦尔省、阿列省和涅夫勒省接壤。
与弗拉日接壤的市镇（或旧市镇、城区）包括：阿默尼、卢尔南、吉河畔萨洛奈、泰泽、弗勒冈德河畔拉维讷斯。

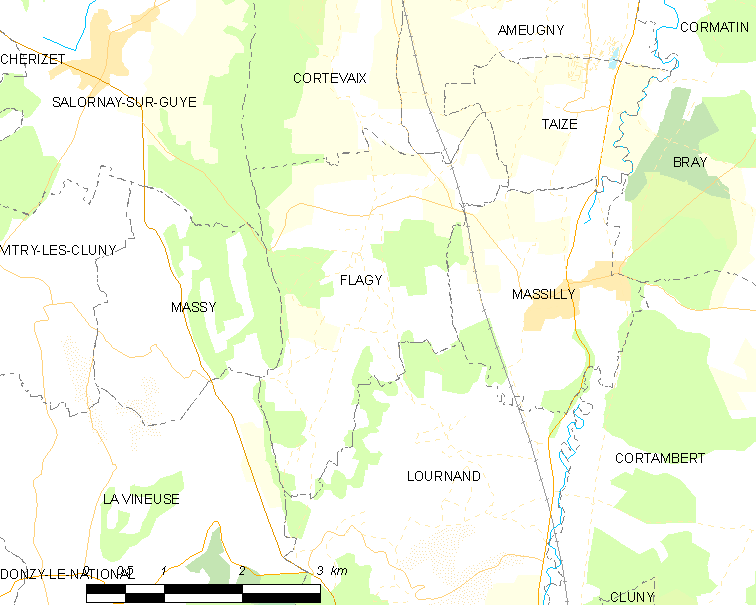
的OSM定位图

弗拉日的时区为UTC+01:00、UTC+02:00（夏令时）。

## 行政
弗拉日的邮政编码为71250，INSEE市镇编码为71199。

## 政治
弗拉日所属的省级选区为克吕尼县。

## 人口

1962-2008年间人口变化图示

弗拉日于2022年1月1日时的人口数量为173人。